# کوزیو (لمباردی)
کوزیو (به ایتالیایی: Cusio) یک کومونه در ایتالیا است که در استان برگامو واقع شده‌است. کوزیو ۹٫۳ کیلومتر مربع مساحت و ۲۸۶ نفر جمعیت دارد و ۱/۰۵۰ متر بالاتر از سطح دریا واقع شده‌است.